# Huddinge község
Huddinge község (svédül: Huddinge kommun) Svédország 290 községének egyike. Stockholm megyében található, székhelye Huddinge.

## Települések
A község települései:
| Település   | Népesség | Megjegyzés                                                |
| ----------- | -------- | --------------------------------------------------------- |
| Gladö kvarn | 539      |                                                           |
| Stockholm   | 94 752   | A község székhelye, Huddinge is Stockholm részének számít |
| Vidja       | 682      |                                                           |
| Ådran       | 244      |                                                           |

## Népesség
| Lakosok száma | 103 632 | 110 003 | 111 722 | 112 848 | 113 234 | 113 951 | 114 504 | 113 920 | 114 304 | 114 359 |
|               | 2014    | 2017    | 2018    | 2019    | 2020    | 2021    | 2022    | 2023    | 2024    | 2025    |